# Cydistomyia secunda
Cydistomyia secunda är en tvåvingeart som beskrevs av M. Josephine Mackerras 1962. Cydistomyia secunda ingår i släktet Cydistomyia och familjen bromsar. Inga underarter finns listade i Catalogue of Life.